# Ndemba I
Ndemba I est un village du Cameroun situé dans la région de l'Est et le département du Lom-et-Djérem. Il fait partie de l'arrondissement (commune) de Bélabo.

## Population
En 1966-1967, Ndemba I comptait 544 habitants, principalement des Bobilis. Lors du recensement de 2005, on y a dénombré 761 personnes.

## Infrastructures
Ndemba I dispose d'un poste agricole, d'un marché périodique (tous les mercredis), d'un centre de santé, d'une école publique et d’un lycée d’enseignement général.